# جنگ قطوان
جنگ قطوان در ۵ صفر ۵۳۶ ه‍.ق. میان سپاهیان سلجوقی به فرماندهی سلطان سنجر و قراختائیان در قطوان در نزدیکی سمرقند به وقوع پیوست.
قراختائیان که پس از رانده شدن از چین شمالی به سوی کاشغر مهاجرت کرده‌بودند، پس از مرگ احمد خان کاشغر در سال ۵۲۲ ه‍.ق. وارد سرزمین‌های اسلامی شدند. آنان در سال ۵۳۱ محمود قراخانی را در شرق سیحون شکست دادند و سلطان سنجر در اواخر سال ۵۳۵ برای سرکوبی آنان به ماوراءالنهر رفت. قرلقان که مورد حملهٔ سپاه سلجوقی قرار گرفته بودند، به یاری قراختائیان شتافتند و در پنجم صفر ۵۳۶ سپاه سلجوقی شکست خورد. سلطان سنجر زنده ماند؛ ولی بسیاری از بزرگان دولتی کشته یا اسیر شدند. گورخان که مشغول مرزهای شرقی خود بود، با سنجر صلح کرد و مدتی بعد درگذشت. قراختائیان همهٔ ماوراءالنهر را تصرف کردند و اسیران را به قتل رساندند. نظام سیاسی منطقه دگرگون شد و حکومت نواحی آن به دست خاندان‌های قدرتمند محلی افتاد.